# 本立寺 (伊豆の国市)
本立寺（ほんりゅうじ）は、静岡県伊豆の国市韮山金谷にある日蓮宗の本山（由緒寺院）。山号は大成山。

## 沿革
- 弘長元年（1261年） - 日蓮が当地の豪族・江川英久に招かれ火伏曼荼羅を授与。その際に経塚を作る。義久没後に跡を継いだ英方が、父の遺命により館内に堂宇（大乗庵）を構え祖師像を安置した。
- 永正3年（1506年） - 圓明院日澄が日蓮の霊跡である経塚を参拝した際に、時の江川家当主・英盛の願いにより経塚の上に大堂を建立。
- 大永5年（1525年） - 山崩れで崩壊。
- 永禄元年（1558年） - 再建。「本立寺」と命名する。
- 明治36年（1902年） - 本堂焼失。以後、歴代貫首によって再建。

現住は51世・鈴木日顕貫首（静岡県伊豆の国市実成寺より晋山）。小西・函南法縁。

## 文化財
静岡県指定有形文化財
- 梵鐘

## 旧末寺
日蓮宗は昭和16年に本末を解体したため、現在では、旧本山・旧末寺と呼びならわしている。
- 見珠山正應院（静岡県藤枝市岡部町内谷） - 元・塔頭。大成山正應院の名跡を継承した。
- 大成山常修坊（静岡県伊豆の国市韮山山木） - 塔頭。現存せず。
- 大成山忠正坊（静岡県伊豆の国市韮山金谷） - 塔頭。現存せず。
- 大成山覺如坊（静岡県伊豆の国市韮山金谷） - 塔頭。現存せず。
- 妙法山蓮華寺（静岡県伊豆の国市韮山山木）
- 東光山本道寺（静岡県伊豆の国市浮橋）
- 首栄山本善寺（静岡県沼津市戸田）
- 慈雲山霊光寺（静岡県田方郡函南町平井）

## 交通アクセス
- 伊豆箱根鉄道駿豆線韮山駅下車徒歩30分。